# لغات الإمارات العربية المتحدة

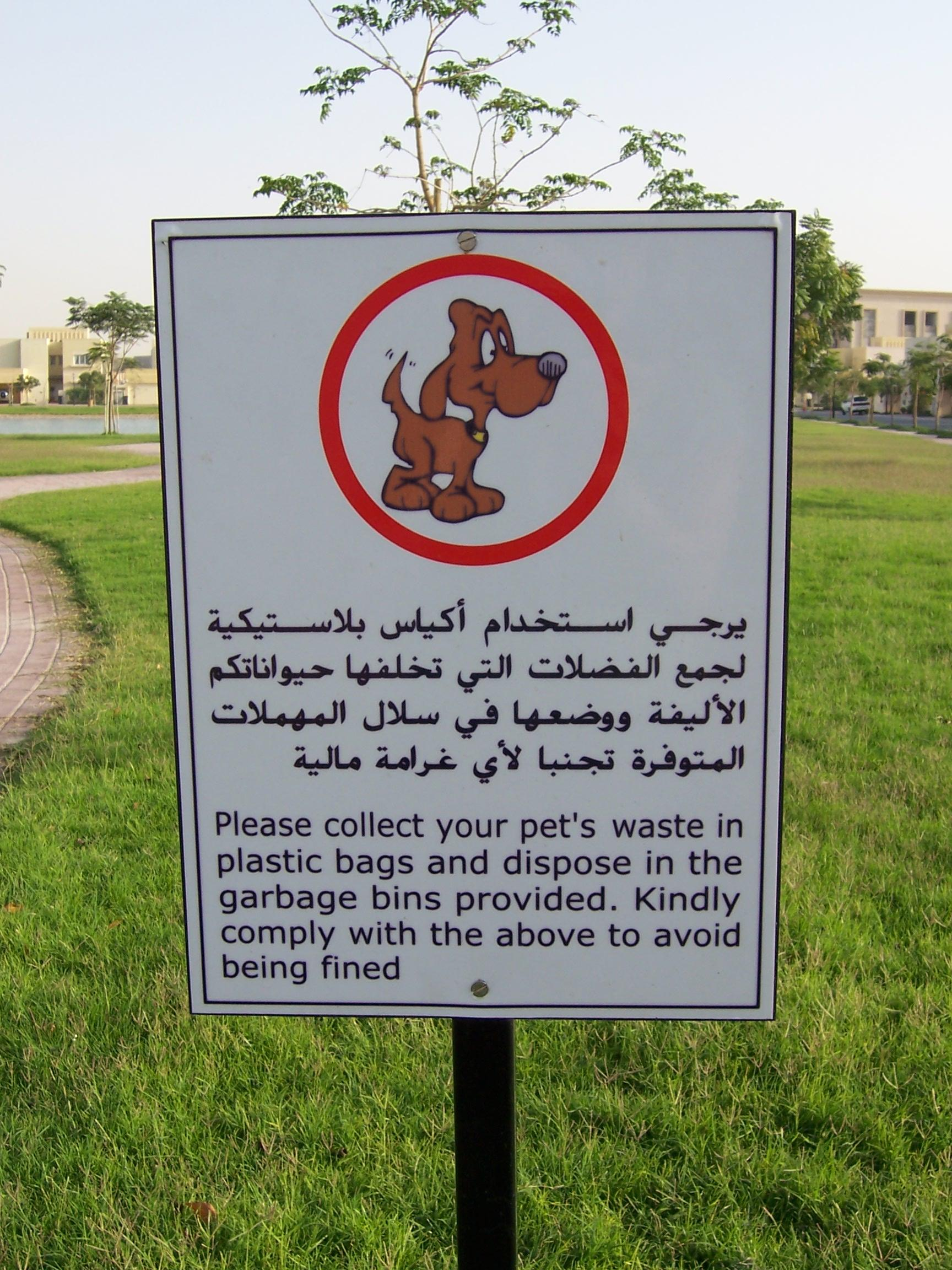
لافتة باللغتين العربية والإنجليزية

الإمارات العربية المتحدة دولة عربية عضو في مجلس التعاون الخليجي. يتكلم سكانها المواطنون اللغة العربية بلهجة إماراتية محلية مقاربة للهجات دول الخليج الأخرى، لكن اللهجة الفصحى هي المستخدمة في وسائل الإعلام والتعليم والمعاملات الرسمية والحكومية.
وفي مسعى لها لإيقاف تراجع استخدام اللغة العربية فيها تدخلت السلطات الإماراتية لصالح اللغة العربية، وأقرت الحكومة الإماراتية برئاسة الشيخ محمد بن راشد آل مكتوم، اعتماد اللغة العربية لغة رسمية في جميع المؤسسات والهيئات الاتحادية في كافة إمارات الدولة وتشكيل مجلس التنسيق والتكامل التعليمي على مستوى الإمارات، وجاء تدخل السلطات الإماراتية بعد أن تراجع استخدام اللغة العربية داخل أراضيها، لتصبح في المرتبة الرابعة بين اللغات العشر المستخدمة في الدولة، علما بأن المادة السابعة من الدستور الإماراتي تنص على عروبة الدولة وأن اللغة العربية هي الأولى، إلا أن الواقع الإماراتي يشير إلى ان اللغة الإنجليزية هي اللغة الأولى في البلاد.

## اللهجات
ومن اللهجات السائدة في الإمارات العربية المتحدة:
- الإماراتية الحضرية
- الإماراتية البدوية
- الشحية

## اللغات المحلية
ومن اللغات الأخرى:
- البلوشية الجنوبية
- فارسية غربية (en)
- البشتوية (الجنوبية والشمالية)

## اللغات الأجنبية

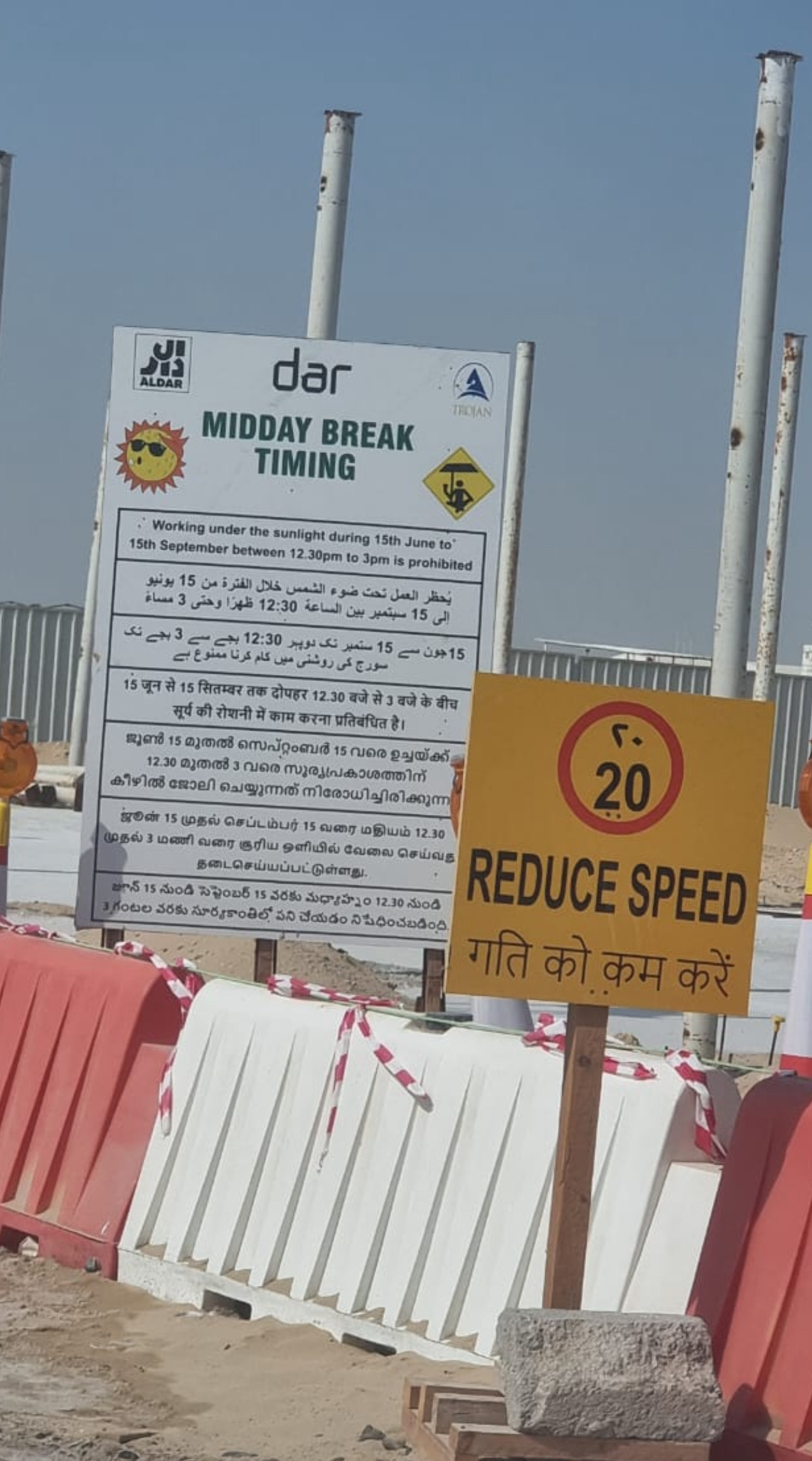
لوحة إعلانية متعددة الثقافات تضم اللغات الإنجليزية والعربية والأردية والهندية والمالايالامية والتاميلية والتيلجو.

وبسبب نسبة الوافدين العالية في الإمارات العربية المتحدة فسنجد نسبة عالية تتكلم لغات أخرى منها:
- الإنكليزية
- الأردو
- لهجة عربية مصرية
- لهجة عربية عمانية
- لهجة عربية سورية
- لهجة عربية أردنية
- اليابانية
- الفرنسية
- الدنماركية
- البنغالية
- الصومالية
- السقطرية
- السواحلية
- السويدية
- الهندية
- الإيطالية
- اليونانية
- التاميلية
- البولندية
- التايلندية
- التركية
- الصربية
- الألمانية
- الملايو
- الملبارية
- السنهالية
- التيلوغوية
- التاغالوغية
- الكونكانية (لهجة غوا) (لغة كونكانية)
- البنجابية الشرقية
- البنجابية الغربية (لاهندا)

## أخرى
- لغة الإشارة الإماراتية.

## التوزيع السكاني
اللغات الأكثر تحدثًا في الإمارات العربية المتحدة (>100 ألف مستخدم):
| لغة                             | عدد المتحدثين (جميع المستخدمين) |
| ------------------------------- | ------------------------------- |
| الخليج العربي                   | 3,480,000                       |
| اللغة العربية الفصحى الحديثة    | 3,090,000                       |
| المالايالامية                   | 1,060,000                       |
| اللهجة العربية الجنوبية الشامية | 499,000                         |
| التاميلية                       | 455,000                         |
| البشتونية الشمالية              | 379,000                         |
| جنوب بلوشستان                   | 379,000                         |
| العربية الحجازية                | 370,000                         |
| الكانادا                        | 337,000                         |
| التاغالوغية                     | 303,000                         |
| العربية العمانية                | 303,000                         |
| الفارسية الإيرانية              | 303,000                         |
| العربية المصرية                 | 284,000                         |
| اللغة الفرنسية                  | 250,000                         |
| البنجابية الشرقية               | 201,000                         |
| البشتونية الجنوبية              | 144,000                         |
| اللهجة العربية الشامية الشمالية | 127,000                         |
| السنهالية                       | 121,000                         |
| السندية                         | 102,000                         |

اللغة العربية هي اللغة الرسمية. اللغة الإنجليزية هي اللغة الأكثر استخدامًا بين المغتربين وفي مجال الأعمال. اللغة العربية هي الوسيلة الرئيسية للتدريس في جميع المراحل الدراسية في المدارس الحكومية في حين تدرس اللغة الإنجليزية كلغة ثانية وتستخدم لتدريس المواد التقنية أو العلمية. يمكن للمدارس الخاصة أن تتبع منهجًا دراسيًا مختلفًا (بريطاني أو أمريكي أو فرنسي أو باكستاني إلخ) وتستخدم لغة مختلفة.
يتحدث الإماراتيون اللغة العربية الخليجية. ويتحدث اللغة الأشومي (اللهجة الفارسية) أيضًا من قبل 303000 شخص في الإمارات العربية المتحدة.
تشمل اللغات الأخرى التي يتم التحدث بها في الإمارات العربية المتحدة بسبب الهجرة لهجات عربية أخرى (مثل العربية الشامية) والمالايالامية (1,060,000 متحدث في الإمارات العربية المتحدة) والهندية الأردية والمراثية والفارسية والسيبوانية والباشتو (144,000 متحدث في الإمارات العربية المتحدة) والكانادا والبنغالية(337,000 متحدث في الإمارات العربية المتحدة)، والبنجابية (201,000 متحدث في الإمارات العربية المتحدة  )، والأوديا ، والتيلجو ، والبلوشية ، والبلوشية الجنوبية (379,000 متحدث في الإمارات العربية المتحدة) والسنهالية (121,000 متحدث في الإمارات العربية المتحدة  )، والروسية ، والأوكرانية ، والصومالية ، والتاغالوغية (303,000 متحدث في الإمارات العربية المتحدة  )، والنيبالية ، والماندرينية ، والتاميلية (455,000 متحدث في الإمارات العربية المتحدة) الإسبانية والإيطالية واليونانية.
في عام ٢٠١٩ اعتمدت أبوظبي اللغة الهندية كلغة رسمية ثالثة للمحاكم. وحاليًا تُقدم حكومة الإمارات العربية المتحدة محاضرات واختبارات للحصول على رخصة قيادة باللغات الأردية والهندية والمالايالامية والتاميلية والبنغالية إلى جانب اللغتين العربية والإنجليزية.